# لاجت
لاجت (به عربی: اللجاة) یک منطقهٔ مسکونی در سوریه است که در Daraa Governorate and as-Suwayda Governorate, Syria واقع شده‌است. لاجت ۶۰۰–۷۰۰ متر بالاتر از سطح دریا واقع شده‌است.